# Pierce-Arrow Model 51
Pierce-Arrow Model 51 – hybrydowy samochód osobowy produkowany przez amerykańskie przedsiębiorstwo motoryzacyjne Pierce-Arrow w roku 1919.

## Dane techniczne Pierce-Arrow Model 51

### Silnik
- elektryczny, oraz S6 8587 cm³[1]
- Układ zasilania: b.d.
- Średnica cylindra × skok tłoka: b.d.
- Stopień sprężania: b.d.
- Moc maksymalna: 38 KM (28,3 kW)[1]
- Maksymalny moment obrotowy: b.d.

### Osiągi
- Przyspieszenie 0–80 km/h: b.d.
- Przyspieszenie 0–100 km/h: b.d.
- Prędkość maksymalna: 113 km/h[1]